# Antibiòtic

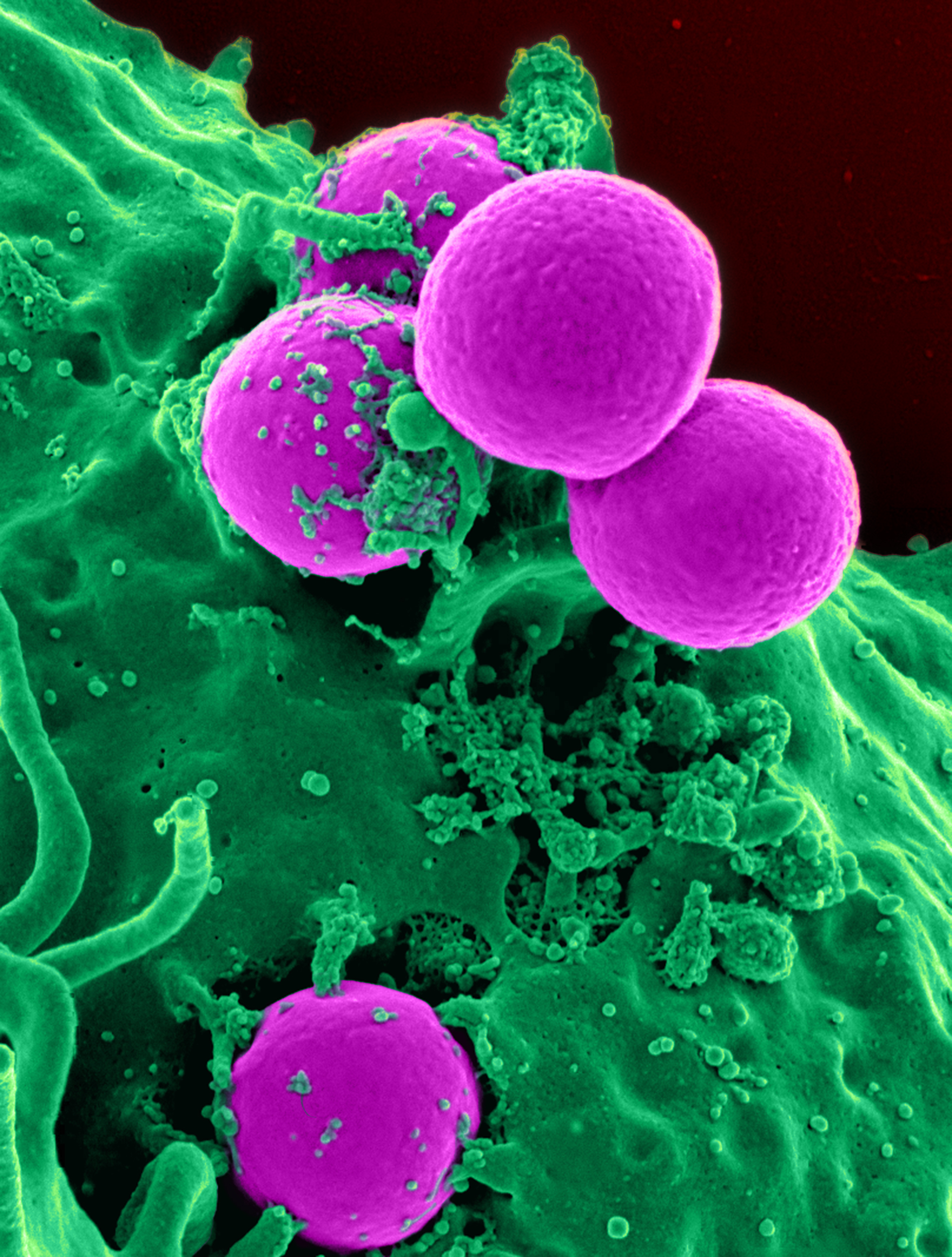
Neutròfil humà fagocitant Staphylococcus aureus resistent a la metaciclina.

Un antibiòtic és una substància química capaç, a baixes concentracions, d'inhibir el creixement d'altres microorganismes o d'eliminar-los. Generalment, els antibiòtics actuen sobre bacteris, o fins i tot sobre cèl·lules d'individus pluricel·lulars, animals o vegetals, provocant alteracions de: la paret cel·lular, la membrana protoplasmàtica, la síntesi proteica o del metabolisme dels àcids nucleics.
Els antibiòtics resulten més o menys tòxics per a les cèl·lules humanes o d'organismes superiors. Aquesta toxicitat oscil·la entre valors elevadíssims (actinomicina) i valors ínfims (penicil·lina). Els antibiòtics de toxicitat baixa, i fins als de toxicitat mitjana, poden ser emprats en la terapèutica de moltes malalties causades per microorganismes (eubacteris especialment). En cada cas, però, cal tenir present el marge de toxicitat, i veure fins a quin punt els avantatges aconseguits amb el tractament a base d'antibiòtics compensen o superen les alteracions produïdes per aquests.
Normalment, i dins uns límits raonables, el balanç és positiu a favor dels antibiòtics. Es parla d'antibiòtics amb acció bacteriostàtica si es limiten a inhibir el creixement dels bacteris, o bactericida, si arriben a destruir-los. En realitat, però, que l'acció sigui bacteriostàtica o bactericida depèn sovint més de la dosi que no pas de l'antibiòtic emprat. Segons l'eficàcia d'un antibiòtic enfront de diversos microorganismes, se li pot atribuir un espectre d'acció més o menys ampli.
Els antibiòtics, evidentment, han revolucionat la terapèutica d'un gran nombre de malalties. Es pot dir que totes les malalties d'etiologia bacteriana resten incloses dins les possibilitats terapèutiques d'un antibiòtic o altre, i només algunes d'origen víric o fúngic en són del tot indiferents.
La medicina i la veterinària consumeixen la major part dels antibiòtics que actualment són produïts. Els primers antibiòtics utilitzats eren produïts per microorganismes com a resultant d'una biosíntesi específica. A hores d'ara la majoria dels antibiòtics són producte de síntesi i, constantment, se n'obtenen de nous amb la finalitat d'assolir un efecte antiinfecciós més eficaç i per tal d'eliminar tant com es pugui els efectes secundaris i tòxics. Actualment és habitual la síntesi d'anàlegs de productes bioquímics com els aminoàcids que els microorganismes confonguin a l'hora de sintetitzar de manera que només generin proteïnes inviables que els porti cap a la mort. La importància creixent de la lluita contra la infecció fa que actualment s'agrupin sota el nom d'agents antiinfecciosos els antibiòtics, naturals o de síntesi, i els quimioteràpics o altres substàncies d'utilitat contra qualsevol germen infecciós (eubacteri, virus, fong o paràsit). Amb això, ha sorgit el concepte d'antibioteràpia o, més pròpiament, terapèutica antiinfecciosa, que aplega les característiques i els problemes que comporta el tractament dels estats infecciosos.

## Història
El primer antibiòtic descobert per l'home va ser la penicil·lina. El 1928 Alexander Fleming estava cultivant un bacteri (Staphylococcus aureus) en un plat d'Agar, el qual va ser contaminat accidentalment per fongs. En obeservar-lo va advertir que el medi de cultiu al voltant de la floridura estava lliure d'eubacteris. Prèviament havia treballat en les propietats antieubacterianes del lisozim, i per això va poder fer una interpretació correcta del que va veure: que el fong estava segregant alguna cosa que inhibia el creixement del bacteri. Encara que no va poder purificar el material obtingut (l'anell principal de la molècula no era estable enfront dels mètodes de purificació que va utilitzar), va informar del descobriment en la literatura científica. Pel fet que el fong era del gènere Penicillium, va denominar al producte penicil·lina.
A causa de la necessitat imperiosa de tractar les infeccions provocades per ferides durant la Segona Guerra Mundial, es van invertir molts recursos a investigar i purificar la penicil·lina, i un equip liderat per Howard Florey va tenir èxit a produir grans quantitats del principi actiu pur. Molt aviat es va generalitzar l'ús dels antibiòtics.
El descobriment dels antibiòtics, així com de l'anestèsia i l'adopció de pràctiques higièniques pel personal sanitari (per exemple, la rentada de mans i utilització d'instruments estèrils) va revolucionar la sanitat i s'ha arribat a dir que és el gran avanç en matèria de salut des de l'adopció de la desinfecció. Sovint es denomina als antibiòtics com a «bales màgiques», degut al que fan blanc en els microorganismes sense perjudicar l'hoste.
Paral·lelament al descobriment de nous antibiòtics, han anat apareixent resistències per part dels microbis patògens, com per exemple les beta-lactamases, fet que obliga a la recerca constant de noves formes antibiòtiques. Aviat es va començar a fer síntesi química d'antibiòtics, fent modificacions a les estructures naturals conegudes. Actualment, davant la gran quantitat de resistències, es tendeix a buscar noves espècies bacterianes que tinguin noves formes d'antibiòtics no coneguts.

## Mecanisme d'acció

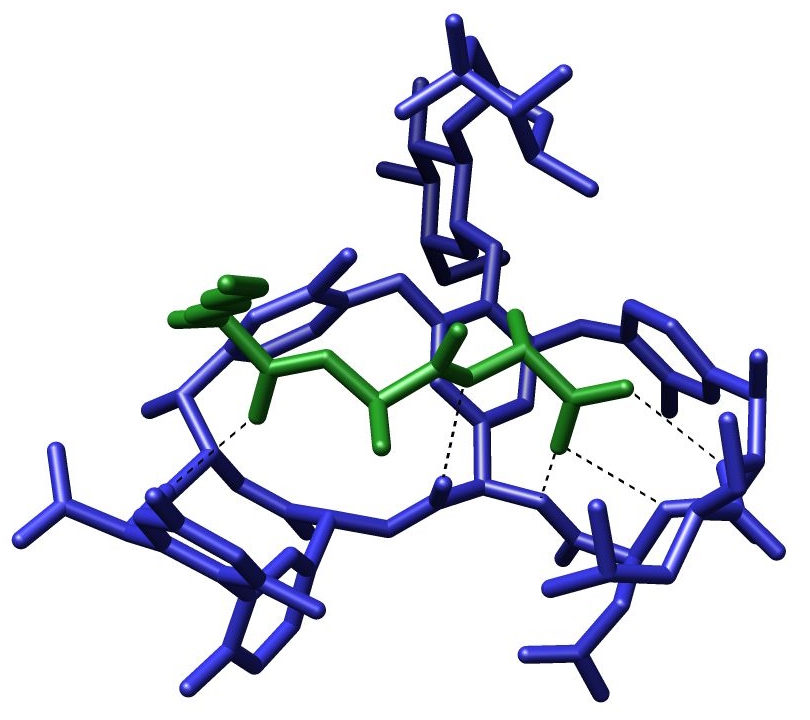
Representació d'un pèptid curt (verd) precursor de la paret cel·lular d'un bacteri unit a l'antibiòtic vancomicina (blau). El pèptid en qüestió s'uneix a la vancomicina per cinc enllaços d'hidrogen (línies de punts).

Com que els antibiòtics tenen efectes sobre una diversitat d'eubacteris, els seus mecanismes d'acció difereixen basat en les característiques vitals de cada organisme diana i que, generalment, són objectius que no existeixen en les cèl·lules de mamífers.

### Paret cel·lular
Alguns antibiòtics exerceixen la seva funció en regions i orgànuls intracel·lulars, per la qual cosa són ineficaços en bacteris que continguin una paret cel·lular, a menys que s'aconsegueixi inhibir la síntesi d'aquesta estructura exterior, present en molts bacteris, però no en animals. Molts antibiòtics van dirigits a bloquejar la síntesi, exportació, organització o formació de la paret cel·lular, específicament els enllaços creuats del peptidoglicà, el principal component de la paret cel·lular, sense interferir amb els components intracel·lulars. Això permet modificar la composició intracel·lular del microorganisme per mitjà de la pressió osmòtica. Com la maquinària intracel·lular roman intacta, això augmenta la pressió interna sobre la membrana fins al punt en què aquesta cedeix, el contingut cel·lular s'allibera a l'exterior, i l'eubacteri mor. També permeten l'entrada d'altres agents antimicrobians que no poden travessar la paret cel·lular. Alguns exemples clàssics són:
- La bacitracina: inhibeix al transportador lipídic del peptidoglucà cap a l'exterior de la cèl·lula.[2]
- La penicil·lina: inhibeix la transpeptidació, una reacció en la qual es produeixen els enllaços creuats de la paret cel·lular.[3]
- Les cefalosporines: molècules que inhibeixen les proteïnes que sintetitzen la paret cel·lular.[4]

### Membrana cel·lular
Certs antibiòtics poden lesionar directament o indirecta-al inhibir la síntesi dels constituents-la integritat de la membrana cel·lular dels bacteris i de certs fongs. Les polimixines, per exemple, són antibiòtics que actuen com a surfactant o detergent que reacciona amb els lípids de la membrana cel·lular dels bacteris. Això destrueix la integritat de la permeabilitat de la membrana, els elements hidrosolubles i alguns que són tòxics pel germen, poden així entrar sense restricció a l'interior cel·lular. La gramicidina a manera porus o canals en les bicapes lipídiques.

### Acció sobre l'ADN
Alguns antibiòtics actuen bloquejant la síntesi de l'ADN, ARN, ribosomes, àcids nucleics o els enzims que participen en la síntesi de les proteïnes, resultant en proteïnes defectuoses. La mitomicina és un compost amb estructura asimètrica i que es fixa a les hèlixs l'ADN i inhibeix o bloqueja l'expressió de l'enzim ADN polimerasa i, per tant, la replicació de l'ADN i l'acoblament de les proteïnes. L'actinomicina, per la seva banda, exerceix el seu mecanisme en la mateixa manera que la mitomicina, només que és una molècula simètrica.
Les sulfamides són anàlegs estructurals de molècules biològiques i tenen semblant a les molècules normalment utilitzades per la cèl·lula diana. En fer ús d'aquestes molècules farmacològiques, les vies metabòliques del microorganisme són bloquejades, provocant una inhibició en la producció de bases nitrogenades i, eventualment, la mort cel·lular.
Les quinolones i fluoroquinolones actuen sobre els enzims bacterians girasa i topoisomerasa d'ADN, responsables de la topologia dels cromosomes, alterant el control cel·lular sobre la replicació bacteriana i produint alteracions en la lectura del missatge genètic.

### Acció sobre els ribosomes
Aproximadament la meitat dels antibiòtics actuen per inhibició dels ribosomes bacterians, els orgànuls responsables de la síntesi de proteïnes i que són diferents en composició dels ribosomes en mamífers. Alguns exemples inclouen els aminoglucòsids (s'uneixen de manera irreversible a la subunitat 30S del ribosoma), les tetraciclines (bloquegen la unió del Arnt aminoacil al complex ARNm-ribosoma), eritromicina (es fixen de manera específica a la porció 50S dels ribosomes bacterians) i la doxiciclina.

## Classes
Existeixen diverses classes d'antibiòtics i antieubacterians sintètics d'ús comú avui dia. Grosso modo, els antibiòtics poden ser classificats en bactericides o bacteriostàtics, depenent si el fàrmac directament causa la mort de l'eubacteri o si només inhibeix la seva replicació, respectivament. A la pràctica, aquesta classificació es basa en el comportament de l'antibiòtic en el laboratori i en ambdós casos es pot posar fi a una infecció.
Segons la relació que hi ha entre l'activitat i la concentració, els antibiòtics poden classificar-se en tres categories: 
- acció bactericida poc relacionada amb la concentració: beta-lactàmics i  glicopèptids
- acció bactericida que depèn de la concentració: aminoglicòsids i  fluoroquinolones
- els que es comporten com a bacteriostàtics: macròlids, tetraciclines i cloramfenicol

## Associació d'antibiòtics
Normalment és preferible la monoteràpia, és a dir l'ús d'un únic antibiòtic, ja que així s'evita la toxicitat i disminueix el risc d'aparició de resistències, malgrat tot hi ha casos en què aquests poden aparèixer ràpidament (tuberculosi, lepra)
- Sinergia o potenciació. L'acció combinada és major que per separat. Ex: bacterida + bactericida (beta-lactàmic + AMG)
- Addició. L'acció combinada és igual que per separat. Ex: bacteriostàtic + bacteriostàtic (cotrimoxazole)
- Antagonisme. L'acció combinada és inferior. Ex: bactericida + bacteriostàtic (beta-lactàmic + tetraciclines)
- Indiferència. L'acció combinada no és ni més ni menys potent.

## Abús dels antibiòtics
Les formes usuals d'abús dels antibiòtics inclouen la presa d'antibiòtics per a una malaltia no infecciosa o infecció no bacteriana amb febre, en particular l'ús d'antibiòtics durant una infecció vírica, com un refredat o una grip; així com l'administració incompleta de l'antibiòtic, generalment a causa del fet que el pacient se sent millor una vegada que la infecció comença a cedir. Aquestes situacions poden facilitar l'aparició de poblacions bacterianes que desenvolupin resistència antibiòtica.
Durant el 2010, l'Índia fou el consumidor mundial més gran d'antibiòtics destinats a salut humana, amb 12,9x10⁹ unitats d'antibiòtic (aproximadament 10,7 unitats per persona).
Existeix un debat sobre la conveniència d'incloure els antibiòtics en la dieta dels animals de granja sans. Els opositors d'aquesta pràctica indiquen que condueix a la resistència als antibiòtics, fins i tot en bacteris que infecten els humans, com els gèneres Salmonella, Campylobacter, Escherichia coli, i Enterococcus. La pràctica continua en molts llocs, però, a causa del fet que els antibiòtics en l'alimentació del bestiar proporcionen un augment de pes i perquè té sentit econòmic per a les granges o ranxos individuals. Als Estats Units s'estima que més d'un 70% dels antibiòtics utilitzats en els EUA es donen amb els aliments animals, com en el cas de l'aviram, porcs i bestiar boví.
Un estudi d'infeccions del tracte respiratori va trobar que els metges tendeixen a prescriure antibiòtics a pacient que es pensava que requerien el medicament, però, només 1 de cada 4 d'aquests pacients efectivament els ameritaba. [31] Hi ha diferents formes d'intervenir, tant a pacients com als seus metges, amb la finalitat de reduir la prescripció inadequada d'antibiòtics. L'ús excessiu d'antibiòtics de manera profilàctica entre viatgers també pot ser classificat com un ús inadequat d'aquests medicaments. Constitueix un error comú la utilització de la profilaxi per evitar la colonització per qualsevol microorganisme, o tots ells.

## Producció comercial

Estructura química de la benzilpenicil·lina.

No va ser fins al 1941 que Florey i Chain van desenvolupar mètodes per a produir penicil·lina comercialment per a ús humà. Ja que la Segona Guerra Mundial estava en ple apogeu, els esforços de producció de penicil·lina s'enfocaven en la distribució entre els soldats aliats. Per raó de què Anglaterra, on treballaven Florey i Chain, havia perdut la capacitat industrial per produir els requeriments de l'antibiòtic, el procés es va traslladar als Estats Units, potser per aquesta raó la indústria farmacèutica va quedar tan radicada a aquest país. Poc abans de la conclusió de la Segona Guerra Mundial, la penicil·lina ja s'havia posat a l'abast comercial del públic en general.
Cap a la fi dels anys 1960, els investigadors van descobrir que els bacteris creixien millor a l'espai exterior. En les condicions de l'espai, els microorganismes fins ara avaluats, són capaços de produir més antibiòtics, fins a un 200% més, que les mateixes espècies ho fan en les condicions de la Terra.
El nombre d'antibiòtics coneguts ha augmentat des de prop de 500 el 1960 fins a més d'onze mil el 1994, més de la meitat produïdes a partir d'espècies de Streptomyces. Altres microorganismes productors de massives quantitats d'antibiòtics inclouen fongs filamentosos i bacteris Actinomyces diferents de Streptomyces i altres que no són Actinomyces.
El 1980, l'antibiòtic més produït era la cefalosporina, seguida de l'ampicil·lina i la tetraciclina, en total s'estimava que la producció mundial d'antibiòtics aquest any superava les 100.000 tones, amb vendes als Estats Units de prop d'1 bilió de dòlars. En el present, el mercat anual mundial està valorat en més de 20.000 milions de dòlars. El cost d'introduir un nou antibiòtic al mercat, des de la seva recerca i desenvolupament, és d'aproximadament 1,2 bilions de dòlars.
La producció industrial d'antibiòtics passa per un procés de fermentació en grans calders, en les quals els microorganismes creixen (de 100.000-150.000 litres cadascú) que contenen medi de cultiu líquid. La concentració d'oxigen, la temperatura, el pH i els nivells de nutrients són controlats a un nivell òptim per a cada microorganisme. L'antibiòtic, que és un metabolit del germen, és extret i purificat fins a obtenir un producte cristal·litzat. En alguns casos, es necessiten altres reaccions, com un intercanvi iònic, precipitació, etc.
El gènere Streptomyces és un dels organismes més investigats per la recerca de nous antibiòtics, en la qual s'ha manipulat genèticament la maquinària de producció dels ribosomes per produir nous i millors antibiòtics.

### Detalls

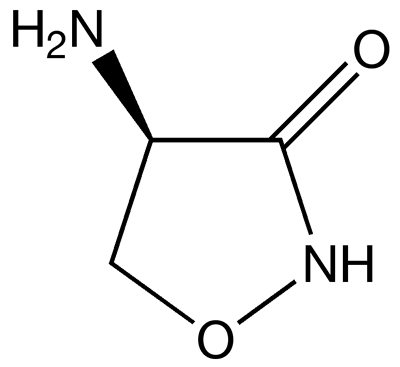
Estructura química de la d-cicloserina.

Hi ha tres sistemes de producció d'antibiòtics industrials:
- a partir dels antibiòtics naturals d'organismes vius com per exemple els aminoglicòsids
- de producció semisintètica: antibiòtics beta-lactàmics,  penicil·lines,  cefalosporines, carbapenems
- de producció sintètica:  sulfamines, quinolones,  oxazolidones

La majoria de compostos antibacterians tenen molècules relativament petites de menys de 1000  daltons.

## Antibiòtics naturals
Segons la definició més general (un antibiòtic és una substància química capaç, a baixes concentracions, d'inhibir el creixement d'altres microorganismes o d'eliminar-los) hi ha molts antibiòtics naturals als regnes animal i vegetal.

### Antibiòtics d'origen animal

#### En els humans
- Calostre.[24]
- Saliva.[25]
- Llàgrimes.[26]
- Mucositats de les vies respiratòries.[27]
  - Defensina.

#### Gossos
La saliva dels gossos conté antibiòtics polipeptídics.

#### Porcs espins
Les pues d'algunes espècies de porcs espins estan recobertes d'una cap d'àcids grassos que tenen efectes antibiòtics.

#### Cocodrils
La sang dels al·ligàtors conté antibiòtics naturals.

#### Hipopòtams

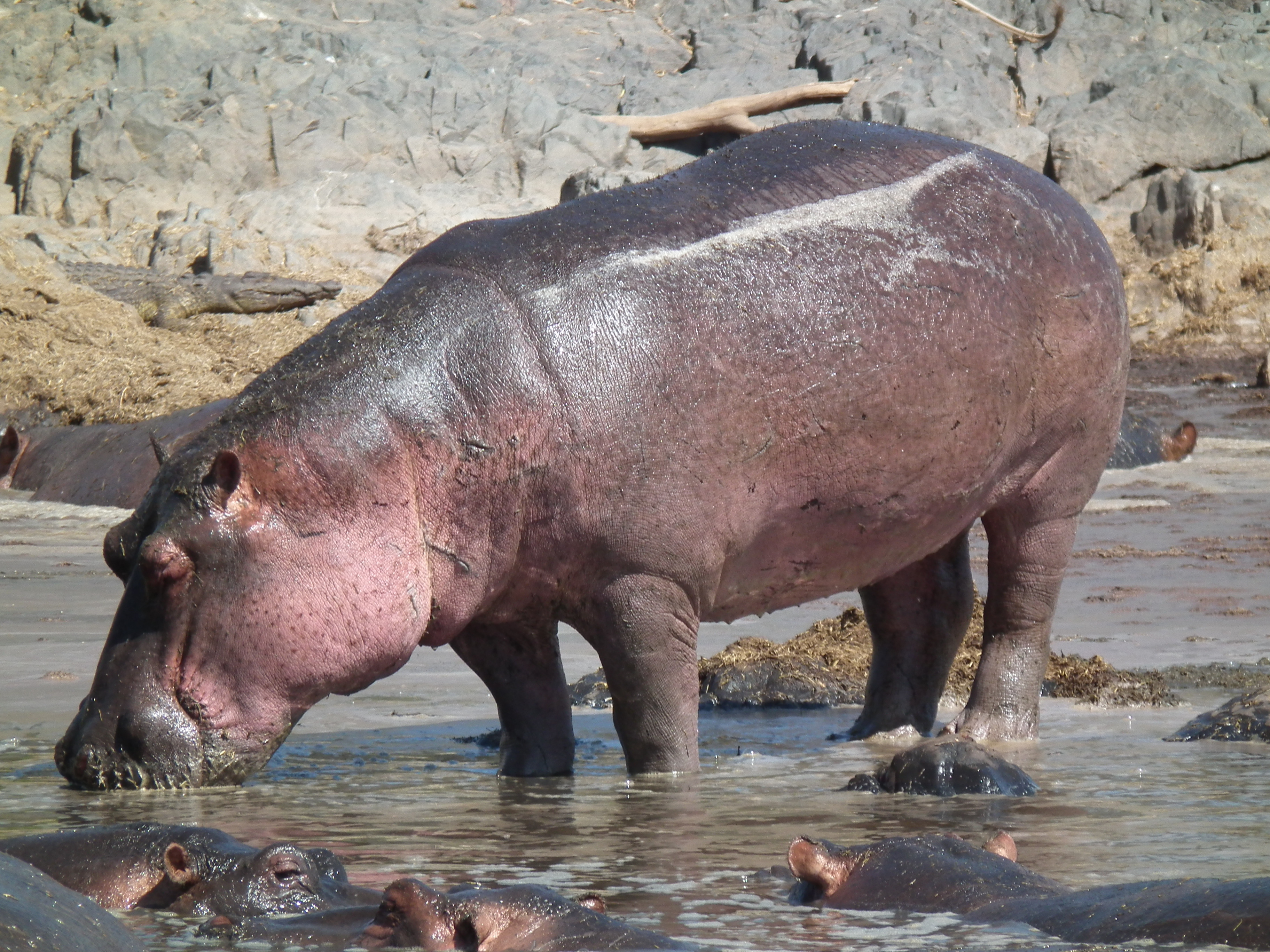
Hipopòtam a Tanzània.

La pell dels hipopòtams segrega un pigment que, a més de protegir-los dels raigs ultraviolats, té efectes bactericides.

#### Dragó de Komodo
En el plasma gaudeixen de poderosos compostos bactericides.

#### Abelles
Les abelles produeixen dos antibiótics: 
- Mel
- Àcid gras afegit al menjar de les larves.[34]

### Antibiòtics d'origen vegetal

#### Vegetals freqüents
- All, Allium sativum.[36]
- Ceba, Allium cepa L..[37]
- Llimona.
  - El suc de llimona té propietats antibiòtiques.[38]
- Llimona dolça

- Vinagre de poma.[39]

- Vinya
  - Resveratrol

#### Plantes medicinals
Hi ha moltes plantes medicinals amb propietats antimicrobianes. La seva aplicació pot fer-se de diverses maneres: en forma de pegat, a partir de l'oli essencial, ...
- Absenta[40]
- Arbre del te (Melaleuca alternifolia).[41][42]
- Asafètida[43]
- Espernallac (Santolina chamaecyparissus).[44]
- Farigola  (Thymus vulgaris).
  - El seu oli essencial conté diversos compostos de caràcter antibiòtic: timol, carvacrol, luteolina, linalol.[45][46][47]

- Milfulles o camamilla vera (Achillea millefolium).[48]

- Pericó[49] o herba de Sant Joan[50] (Hypericum perforatum)[51]